# Engelbert Wippermann
Engelbert Wippermann (* um 1630 in Bremen; † 28. Mai 1687 in Rinteln) war ein evangelischer deutscher Rechtswissenschaftler. Er war Jurist, Geheimer Rat und Professor.

## Leben
Engelbert Wippermann war der Sohn des Jodokus/Jobst Wippermann, Kanonikus und Dekan an St. Ansgari in Bremen, und dessen Frau Margarethe Hake, Tochter des Bürgermeisters Haken in Nienburg. Er war verheiratet mit Marie Wippermann, Tochter des Hermann Wippermann, Dekan der St. Ansgari-Kirche in Bremen. Die Eheleute hatten zwei Söhne (beide in ihrer Jugend verstorben) und drei Töchter. Er war verwandt mit Engelbert Wippermann (*ca. 1549; † 1621), Domherr in Bremen, Rat, Syndicus, Gesandter und Stifter, der am 11. Juni 1621 die Wippermann-Heistermann'sche Familienstiftung mit einer Professur in Rinteln errichtet hatte, deren erster Inhaber der Hexentheoretiker Hermann Goehausen war.
Engelbert Wippermann absolvierte ab 1649 ein Studium der Rechte an der Universität Helmstedt und 1649 als Inhaber des Familienstipendiums in Rinteln und Frankfurt an der Oder, 1653 in Jena und  Leipzig. Er hielt sich eine Zeitlang in Speyer am Reichskammergericht auf.
1658 promovierte er zum Doktor der Rechte an der Universität Rinteln. Nach dem Tod von Hermann Goehausen wurde er am 11. Juli 1659 zweiter Inhaber der Wippermann'schen Familienprofessur in Rinteln als Professor juris canonici. Später war er Senior der Universität und Primarius der juristischen Fakultät.
Er verstarb am 28. Mai 1687 in Rinteln.

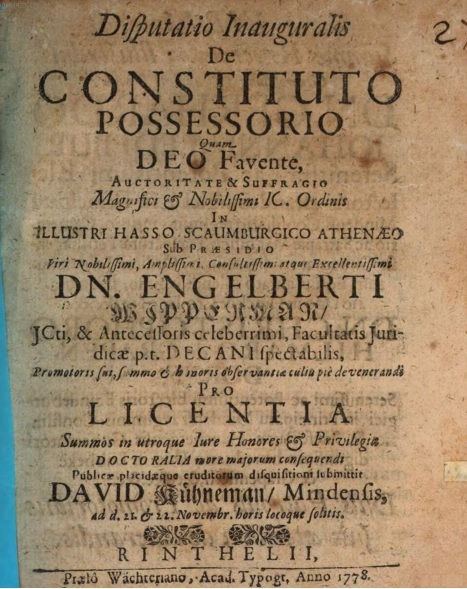
Engelbert Wippermann, Disputatio Inauguralis De Constituto Possessorio, Rinteln 1678

## Werke
- Disputatio Inauguralis De Constituto Possessorio, Rinteln 1658 (N.B. Druckfehler bei der Jahreszahl auf der Titelseite)
- De usucapionibus et praescriptionibus, Rinteln 1666
- De jure dotium; Resp. Joh. Copr. Cothmann, Detmold. Lipp. Rinteln 1666
- De justitia et jure, ad Tit. 1–4. Rinteln 1667
- De judicio sortis, Rinteln 1677